# Шарол (Саона и Лоара)
Шарол (фр. Charolles) насеље је и општина у источном делу централне Француске у региону Бургоња, у департману Саона и Лоара која припада префектури Шарол.
По подацима из 2011. године у општини је живело 2781 становника, а густина насељености је износила 139,19 становника/km². Општина се простире на површини од 19,98 km². Налази се на средњој надморској висини од 327 метара (максималној 355 m, а минималној 272 m).

## Демографија
| 1962. | 1968. | 1975. | 1982. | 1990. | 1999. | 2011. |
| ----- | ----- | ----- | ----- | ----- | ----- | ----- |
| 3.204 | 3.813 | 3.858 | 3.392 | 3.048 | 3.027 | 2.781 |

График промене броја становника у току последњих година